# Lac de Rina Sottano
Situé au pied de la Punta Cappella (2 032 m), face au Monte Rinosu, le lac de Rina Sottano ou petit lac de Rina (lavu di Rina suttanu en corse) s'élève à 1 806 mètres, un peu plus bas que son voisin, le grand lac de Rina. 

## Géographie
Les lacs de Rina sont deux : le présent et le lac de Rina supranu situé à moins de 500 mètres à l'ouest du premier. Ces deux lacs sont situés au nord de la Punta Capella (2 032 m) et à deux kilomètres - à vol d'oiseau - au sud-est du Monte Rinosu. Ces deux lacs ont comme exutoire le ruisseau de Lischetto, puis le ruisseau de Cannareccia qui rejoint le fleuve Fium'orbu.